# فرودگاه وست وودوارد
فرودگاه وست وودوارد  (به انگلیسی: West Woodward Airport)  یک فرودگاه همگانی  با کد یاتا WWR است که یک باند فرود آسفالت دارد و طول باند آن ۱۶۷۷ متر است. این فرودگاه در  کشور ایالات متحده آمریکا قرار دارد.